# Ольша (Підляське воєводство)
Ольша (пол. Olsza) — село в Польщі, у гміні Домброва-Білостоцька Сокульського повіту Підляського воєводства.
Населення — 110 осіб (2011).
У 1975-1998 роках село належало до Білостоцького воєводства.

## Демографія
Демографічна структура станом на 31 березня 2011 року:
|          | Загалом | Допрацездатний вік | Працездатний вік | Постпрацездатний вік |
| -------- | ------- | ------------------ | ---------------- | -------------------- |
| Чоловіки | 63      | 17                 | 37               | 9                    |
| Жінки    | 47      | 11                 | 22               | 14                   |
| Разом    | 110     | 28                 | 59               | 23                   |